# 피에르 푸르니에

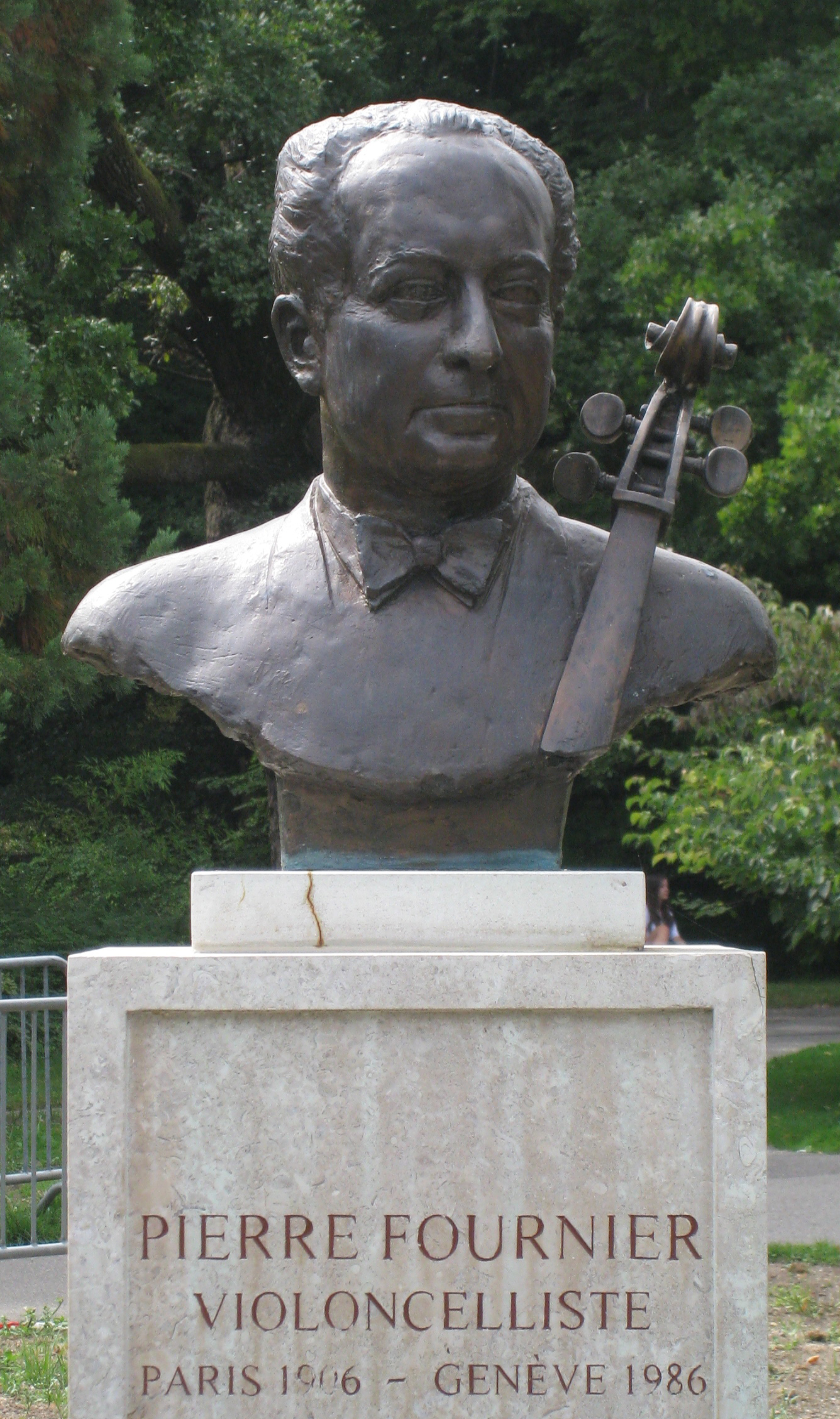
스위스 제네바에 건립된 피에르 푸르니에의 흉상

피에르 푸르니에(프랑스어: Pierre Fournier, 1906년 6월 24일 ~ 1986년 1월 8일)는 프랑스의 첼로 연주자로, 우아한 음악성과 장엄한 소리로 널리 알려졌다.
유럽에서 활발한 활약을 했던 명수로서, '첼로의 왕자'로 불렸다. 파리에서 태어나 피아노를 배웠지만, 9세 시절에 소아마비로 인해 다리에 장애를 얻어 페달을 자유롭게 쓸 수 없는 까닭에 첼로로 전향하였다. 파리 음악원에 진학하여 앙드레 에킹에게 배웠고, 이어 폴 바즈레에게 사사하였다. 1923년에 수석으로 음악원을 졸업하고, 이듬해 파리에서 데뷔한 이래 늘 제1선에서 활약하였다. 별칭과 같이 매우 전아(典雅)하고 세밀한 연주를 선보이나, 반면에 누구에게도 호감이 가는 것은 따뜻한 표현과 음색 때문이다. 작은 곡에서 큰 곡에 이르기까지 넓은 레파토리를 가진다. 실내악 주자로서도 뛰어났다. 1953년에 프랑스 정부로부터 레지옹 도뇌르 훈장을 받았다.